# Dr. Lonnie Smith
Lonnie Smith (Lackawanna, 3 juli 1942 – Fort Lauderdale, 28 september 2021), die de artiestennaam Dr. Lonnie Smith gebruikte, was een Amerikaanse jazzorganist.
De bijnaam 'dokter' kreeg hij naar eigen zeggen omdat hij zijn funky groovende spel zelf had uitgedokterd. Hij gebruikte het om verwarring van zijn persoon met  Lonnie Liston Smith te voorkomen.

## Biografie
Lonnie Smith kwam al vroeg in aanraking met muziek en begon trompet te spelen. Hij zong verder bij zanggroepen als The Teen Kings. Hij begon meer toevallig op 20-jarige leeftijd hammondorgel te spelen. Zijn onorthodoxe, aan rhythm-and-blues en motown verwante stijl maakte hem snel regionaal bekend. Als voorbeelden noemt hij Dionne Warwick, Gladys Knight en The Impressions. Toen hij verhuisde naar New York, ontmoette hij de jazzgitarist George Benson en formeerde hij met hem in 1966 het George Benson Quartet.
Zijn eerste roem oogstte hij, toen de al gevestigde saxofonist Lou Donaldson hem en George Benson in zijn nieuwe band en bij het jazzlabel Blue Note Records haalde. Als eerste samenwerking ontstond in 1967 het album Alligator Boogaloo met het gelijknamige titelnummer. De plaat ontwikkelde zich tot Donaldsons tot heden succesvolste album en werd een mijlpaal van het opkomende souljazz-genre, vooral dankzij de groovy orgelsound. Er volgden in korte afstanden de drie gelijksoortig opgebouwde albums Mr. Shing-A-Ling, Midnight Creeper en Everything I Play Is Funky, waarop de organist ook eigen composities kon onderbrengen, waaronder het markante Peeping.
Vervolgens startte Smith bij Blue Notes Records een solocarrière, waarbij hij meer dan dertig albums opnam onder zijn eigen naam. Daarop werkten bekende muzikanten mee als Lee Morgan, David 'Fat Head' Newman, King Curtis, George Adams, Bennie Maupin, Blue Mitchell en Joe Lovano.
Smith trad op tijdens grote jazzfestivals met Dizzy Gillespie, Grover Washington jr., Frank Foster, Jimmy McGriff, Jimmy Scott, Ron Carter en Leon Thomas. Hij stond echter ook op het podium met artiesten uit het rhythm-and-blues- en discocircuit als Gladys Knight, Dionne Warwick, Etta James, Esther Phillips, Joan Cartwright, The Impressions en The Coasters. Nadat tijdens de jaren 1980 de discogolf afzwakte, verhuisde Smith naar Zuid-Florida, waar hij met plaatselijke muzikanten optrad. Door de acid jazzgolf ontwaakte weer zijn interesse in de muziek. Hij begon weer met eigen bands (met John Abercrombie, Marvin Smitty Smith en weer met Lou Donaldson), maar speelde ook voor plaatopnamen ook met souljazzprojecten als Jazz Funk Masters, Chartbusters, Secret Agent Men en de Essence Allstars en met Ximo Tebar. Verder nam hij Organic Grooves op met Joey DeFrancesco, Kenny Garrett en Lenny White.

## Overlijden
Smith stopte met muziekmaken toen hij in 2014 met longfibrose gediagnosticeerd was. Hij overleed op 79-jarige leeftijd aan de gevolgen van deze zeldzame en ongeneeslijke ziekte.

## Discografie
Als orkestleider
- 1967: Finger Lickin' Good Soul Organ (Columbia Records)
- 1969: Think! (Blue Note Records)
- 1969: Turning Point (Blue Note Records)
- 1969: Move Your Hand (live) (Blue Note Records)
- 1970 (1995): Live at Club Mozambique (Blue Note Records)
- 1970: Drives (Blue Note Records)
- 1971: Mama Wailer (Kudu Records)
- 1975: Afro-Desia (Groove Merchant)
- 1976: Keep On Lovin'  (Groove Merchant)
- 1977: Funk Reaction (Lester Radio Corporation)
- 1978: Gotcha (Lester Radio Corporation)
- 1983: Lonnie Smith / B.J. Thomas – La Grande Storia Del Rock 93 (Curcio)
- 1992: The Jazz Funk Masters feat Lonnie Smith – Live Jam! (P-Vine Records)
- 2003: Boogaloo to Beck: A Tribute (Scufflin' Records)
- 2004: Too Darn Hot (Palmetto Records)
- 2009: Rise up
- 2010: Spiral (Palmetto Records)
- 2012: The Healer (Pilgrimage)
- 2016: Evolution (Blue Note Records)
- 2018: All In My Mind (Blue Note Records)
- 2021: Breathe (Blue Note Records)

Met Lou Donaldson
- 1967: Alligator Boogaloo (Blue Note Records) met Melvin Lastie, George Benson en Leo Morris
- 1967: Mr. Shing-A-Ling (Blue Note Records) met Blue Mitchell, Jimmy 'Fats' Ponder en Leo Morris
- 1968: Midnight Creeper (Blue Note Records) met Blue Mitchell, George Benson en Idris Muhammad
- 1969: Everything I Play Is Funky (Blue Note Records)
- 1990: Lou Donaldson Plays The Right Thing (Milestone)
- 1993: Caracas (Milestone)
- 1994: Sentimental Journey (Columbia Records)
- 1999: Relaxing at Sea: Live on the QE2

Met George Benson
- 1966: It's Uptown (Columbia Records)
- 1966: The George Benson Cookbook (Columbia Records)

- Biblioteca Nacional de España: XX1124232
- Bibliothèque nationale de France: cb140402708 (data)
- Gemeinsame Normdatei: 135239648
- International Standard Name Identifier: 0000 0001 1438 3397
- Library of Congress Control Number: no2001007098
- MusicBrainz: 58c2a0ee-183d-463a-a8fb-9c388fedd33d
- Nationale Bibliotheek van Tsjechië: xx0021704
- SNAC: w6cv7rn4
- Virtual International Authority File: 127095861
- WorldCat: E39PCjBChxDpq6qGVFqw9ydc8y